# 파페치
파페치(Farfetch)는 전 세계 700개 이상의 부티크 및 브랜드의 제품을 판매하는 영국-포르투갈 온라인 명품 패션 리테일 플랫폼이다. 2007년 포르투갈의 기업가 조제 네베스(José Neves)에 의해 설립되었으며 본사는 런던에, 본사는 리스본과 포르투에 있다.기마레스, 브라가, 뉴욕, 로스앤젤레스, 도쿄, 상하이, 홍콩, 상파울루, 두바이, 뉴델리, 모스크바에 많은 사무소가 있다.
이 전자상거래 회사는 영어, 스페인어, 프랑스어, 일본어, 중국어, 아랍어, 독일어, 포르투갈어, 한국어, 이탈리아어, 러시아어로 된 국제 시장을 위한 현지 언어 웹사이트와 모바일 앱을 운영하고 있다.14개 도시에 사무실을 두고 있으며 4,500명 이상의 직원을 고용하고 있다.

## 역사
2007년 호세 네베스 (José Neves.)가 창단하였다.
2015년 5월, 파페치는 런던 부티크 소매업체 브라운스를 인수한다고 발표했다. 이 부티크는 2015년 7월 입사한 홀리 로저스 (Holli Rogers) 최고경영자(CEO)가 파페치와 독립적으로 운영하고 있다. 로저스는 온라인 소매업체 Net-A-Port의 전 패션 디렉터였다..
2015년, 파페치는 파페치 블랙&화이트와 스토어 오브 더 퓨처(Store of the Future)의 독점 사업부를 개발하였다.
2017년 6월, JD.com Inc.가 3억 9천 7백만 달러에 파페치의 지분을 매입했다고 발표되었다. 중국 전자상거래 회사의 최대 해외 투자이다.
2018년 9월, 회사는 상장되었다.
2021년 10월, 패퍼치는 사내 패션 브랜드인 "There Was One"을 런칭했다.2022년 4월, 파페치는 워너비 주식회사의 인수를 발표했다.
2023년 12월 쿠팡에서 인수를 했다.

## 관리
Farfetch는 이 사업의 창시자인 조세 네비스 (Jose Neves)에 의해 주도된다.

## IPO
2018년 9월, FTCH (Farfetch)로 이적하였다.N) 뉴욕 증권거래소(NYSE)에 상장된 주식 가격은 예상 목표 범위보다 높게 책정되어 58억 달러 이상의 가치 평가로 이어졌다. IPO는 3,360만주의 신주 발행 후 그 회사를 위해 8억 8,500만 달러를 조달했다. 비트루리안파트너스와 어드벤트벤처파트너스를 포함한 파페치의 초기 투자자들은 최대 1,060만 주를 팔았다. 네베스는 이번 IPO에서 12억 달러를 순이익으로 삼을 것으로 알려졌다.
2018년 9월 24일, 동물 권리 운동 단체인 PETA는 그들이 연례 주주 총회에 참석하고 회사가 모피 제품을 판매하는 것을 막을 수 있는 주식을 매입했다고 발표했다.

## 현재 작업
파페치는 한 달에 약 1,000만 번의 사이트 방문을 달성하며 거의 190개국의 고객에게 배송된다.2014년 9월 기준으로, "파페치 사이트를 통한 연간 상품 판매액은 1억 6천 7백만 파운드를 넘어섰다."
2018년 12월, 패퍼치는 온라인 운동화 플랫폼인 스타디움 굿즈를 2억 5천만 달러에 인수하였다.2019년 2월, 파페치는 JD.com과 중국 사업을 합병하기로 합의했다. .
2019년 8월, 패퍼치는 오프화이트 디자이너 레이블의 모회사인 뉴 가드 그룹 (New Guards Group)을 6억 7천 5백만 달러에 인수했다. 인수 직후, Farfetch의 주식은 40% 이상 급락했다.
2020년 11월, 파페치는 리치몬트, 알리바바와 공동 파트너십을 맺었다. 알리바바와 리치몬트는 파페치에 6억 달러를 공동 투자하여 파페치의 중국 벤처에 대한 지분을 모두 25% 가져간다.
2022년 1월, 파페치는 로스앤젤레스를 기반으로 한 소매업체 바이올렛 그레이를 미공개 금액에 인수하는 것으로 보도되었다.

## 어워드와 작품상
파페치와 그 대표자들은 수많은 산업 및 전자상거래 상을 받았다.
- 수상자: 최우수 전자 소매상 – The Drapers 전자 소매상[25]
- 수상자: 올해의 CEO(José Neves) – 디지털 마스터즈 어워드[26]

## 같이 보기
- 매치스패션